# North Terre Haute
North Terre Haute es un lugar designado por el censo ubicado en el condado de Vigo en el estado estadounidense de Indiana. En el Censo de 2010 tenía una población de 4305 habitantes y una densidad poblacional de 465,85 personas por km².

## Geografía
North Terre Haute se encuentra ubicado en las coordenadas 39°32′13″N 87°21′55″O / 39.53694, -87.36528. Según la Oficina del Censo de los Estados Unidos, North Terre Haute tiene una superficie total de 9.24 km², de la cual 9.24 km² corresponden a tierra firme y (0%) 0 km² es agua.

## Demografía
Según el censo de 2010, había 4305 personas residiendo en North Terre Haute. La densidad de población era de 465,85 hab./km². De los 4305 habitantes, North Terre Haute estaba compuesto por el 94.98% blancos, el 1.86% eran afroamericanos, el 0.23% eran amerindios, el 0.46% eran asiáticos, el 0.07% eran isleños del Pacífico, el 0.3% eran de otras razas y el 2.09% pertenecían a dos o más razas. Del total de la población el 1.21% eran hispanos o latinos de cualquier raza.